# Museum Siam

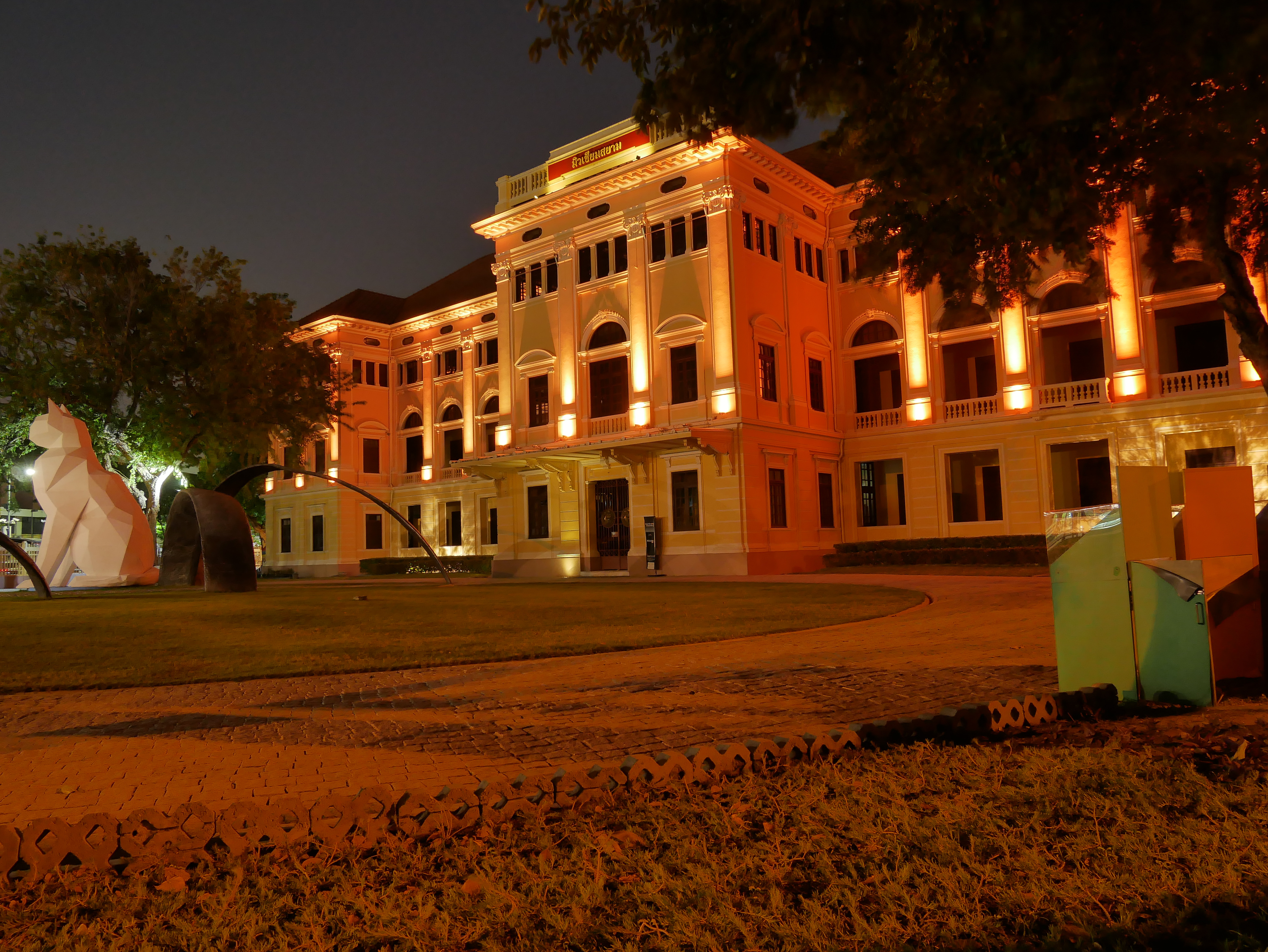
Museum Siam bei Nacht

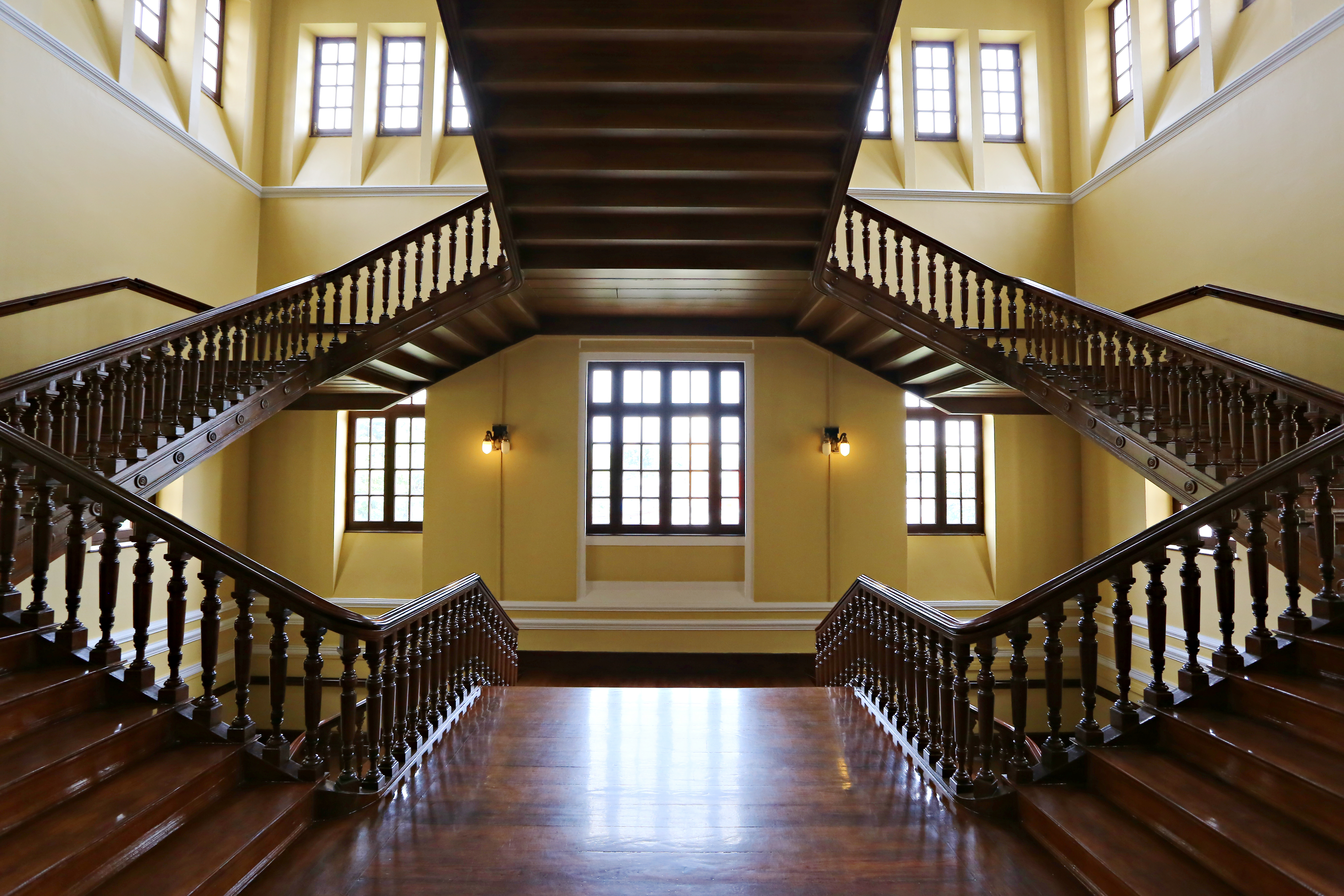
Treppenaufgang im Museum

Das Museum Siam (Thai มิวเซียมสยาม) ist ein Museum, das sich im Stadtbezirk Phra Nakhon in der thailändischen Hauptstadt Bangkok  befindet.

## Geschichte
Das Gebäude wurde vom italienischen Architekten Mario Tamagno entworfen und in mehreren Bauphasen fertiggestellt. Im Jahr 1922 zog das Handelsministerium ein, das eine zentrale Rolle bei der Gestaltung der Handels- und Wirtschaftspolitik des Landes spielte. Das Gebäude ist in neoklassizistischer Architektur ausgeführt. Der Grundriss zeigt die Form eines E. Die Gebäudestruktur wurde aus Stahlbeton hergestellt. Einige Komponenten wurden vorgefertigt, beispielsweise Gesimse. Der Haupteingang führt in eine Halle mit einer Treppe, die sich zwischen den Etagen nach zwei Seiten teilt. Als das Handelsministerium in ein anderes Gebäude in der Stadt umzog, wurden einige Umgestaltungen im Innern durchgeführt und 2005 das National Discovery Museum Institute gegründet. Dessen Ziel war es, eine Institution zur Präsentation der thailändischen Geschichte, Kultur und Identität zu schaffen. Ab 2007 wurde das Gebäude mit Exponaten ausgestattet. Vor dem Museum ist eine mehrteilige metallene Skulptur, die Regenbögen darstellt aufgestellt, als Ausdruck eines die Geschichte des Landes umspannenden Bogens. Am 23. Dezember 2007 eröffnete Maha Chakri Sirindhorn, eine Prinzessin des Königreichs Thailand das Museum Siam.

## Dauerausstellungen
Die Dauerausstellungen des Museums erstrecken sich über insgesamt 14 Räume, die die Entwicklung Thailands zum Thema haben und in die Bereiche Thailändische Geschichte und Thailändische Lebensweise unterteilt sind.

### Thailändische Geschichte
Zur thailändischen Geschichte werden folgende Ausstellungen gezeigt:
- Suvarnabhumi – Der Anfang:  Es werden archäologische Artefakte, Landkarten und Multimedia-Präsentationen, die frühzeitige Siedlungen, Handelsnetzwerke und kulturelle Einrichtungen des antiken Königreichs Suvarnabhumi, das als Wiege der thailändischen Zivilisation gilt, ausgestellt.
- Ayutthaya – Die glorreiche Herrschaft: Gezeigt werden detailgetreue Modelle von Tempeln und Palästen, Darstellungen von edler Kunst, antike Waffen sowie interaktive Darstellungen, die das lebendige Leben dieser Ära nachbilden und sich auf die Ayutthaya-Periode (1351 bis 1767), die oft als goldenes Zeitalter der thailändischen Geschichte betrachtet wird, beziehen.
- Rattanakosin – Die neue Morgendämmerung: Diese Abteilung befasst sich mit der Rattanakosin-Ära (1782 bis zur Gegenwart) und der Gründung Bangkoks als Hauptstadt. Im Besonderen wird auf die Regierungszeit der Chakri-Dynastie, die Modernisierung Thailands und die Widerstandskraft des Landes gegenüber dem Kolonialismus hingewiesen. Die Exponate zeigen u. a. königliche Insignien, historische Dokumente und interaktive Displays.[2]

### Thailändische Lebensweise
Die Ausstellungen zeigen schwerpunktmäßig Exponate und Informationen zur Traditionen, zu Glaubensrichtungen und zum täglichen Leben Thailands.
- Suwannabhumi bis Siam – Glauben und Verhalten: Demonstriert wird die Entwicklung des Glaubens vom Animismus bis hin zum Buddhismus und dessen Einfluss auf die Gesellschaft. Traditionelle Rituale, religiöse Zeremonien und die Bedeutung von Tempeln in der thailändischen Kultur werden erklärt.
- Thailändischer Lebensstil: Diese Abteilung betrifft das tägliche Leben der thailändischen Bevölkerung, ihre Bräuche, Traditionen und Werte. Ausstellungen zeigen Exponate zu traditioneller Kleidung und Wohnkultur sowie zu Musik und Tanz.
- Suwannabhumi bis Siam – Spaß und Spiele: Es wird ein Überblick der in der thailändischen Kultur vorkommenden traditionellen Spiele, dem dazu notwendigen Spielzeug und zu den verschiedenen Freizeitaktivitäten gegeben. Mittels interaktiver Displays werden die Regeln und Ursprünge verschiedener Spiele erklärt.
- Suwannabhumi bis Siam – Nahrung für die Gedanken: Die kulinarische Geschichte Thailands wird dargestellt. Es wird die Vielfalt der Zutaten, Kochtechniken und der regionalen Spezialitäten gezeigt, wobei die kulturelle Bedeutung verschiedener Gerichte vermittelt wird.
- Innovationen für die Zukunft: Anhand von interaktiven Displays werden Thailands Zukunftsvisionen vorgezeichnet, wobei Innovationen in Wissenschaft, Technologie und Nachhaltigkeit sowie neueste Forschungsergebnisse einfließen.[2]

## Wechselausstellungen
Das Museum Siam veranstaltet regelmäßig Wechselausstellungen, die sich spezifischen Themen der thailändischen Geschichte, Kultur und aktuellen Problemen widmen. Diese Ausstellungen umfassen oft Kooperationen mit internationalen Museen und Organisationen.